# كورت لينكولن
كورت لينكولن (بالفنلندية: Curt Lincoln)‏ هو مهندس فنلندي، ولد في 25 أكتوبر 1918، وتوفي في 28 أغسطس 2005.